# Pancorius protervus
Pancorius protervus là một loài nhện trong họ Salticidae.
Loài này thuộc chi Pancorius. Pancorius protervus được Eugène Simon miêu tả năm 1902.